# Delindeit
Delindeit ist ein sehr selten vorkommendes Mineral aus der Mineralklasse der „Silikate und Germanate“ mit der chemischen Zusammensetzung Ba2Na2Ti3(Si2O7)2O2(OH)2·2H2O und damit chemisch gesehen ein wasserhaltiges Barium-Natrium-Titan-Silikat mit zusätzlichen Hydroxidionen. Strukturell gehört Delindeit zu den Gruppensilikaten (Sorosilikaten).
Delindeit kristallisiert im monoklinen Kristallsystem und entwickelt meist sphärolithische Mineral-Aggregate, bestehend aus latten- oder leistenförmigen Kristallen oder Flocken von bis zu einem Millimeter Größe. Die durchscheinenden Kristalle sind von hell rosagrauer Farbe und zeigen auf den Oberflächen einen harz- bis perlmuttähnlichen Glanz.

## Etymologie und Geschichte
Erstmals entdeckt wurde Delindeit zusammen mit Lourenswalsit im Steinbruch „Diamond Jo“ am Magnet-Cove-Komplex im Hot Spring County des US-Bundesstaates Arkansas. Beschrieben wurde das Mineral durch Daniel E. Appleman, Howard T. Evans (Jr.), Gordon L. Nord, Edward J. Dwornik und Charles Milton, die es nach dem Besitzer des Steinbruchs Henry S. deLinde benannten.

## Klassifikation
In der veralteten 8. Auflage der Mineralsystematik nach Strunz war der Delindeit noch nicht aufgeführt.
In der zuletzt 2018 überarbeiteten Lapis-Systematik nach Stefan Weiß, die formal auf der alten Systematik von Karl Hugo Strunz in der 8. Auflage basiert, erhielt das Mineral die System- und Mineralnummer VIII/C.15-040. Dies entspricht der Klasse der „Silikate“ und dort der Abteilung „Gruppensilikate“, wo Delindeit zusammen mit Bafertisit, Bykovait, Cámarait, Fresnoit, Hejtmanit, Kazanskyit, Kolskyit, Laurentianit, Nechelyustovit, Saamit und Schüllerit die „Bafertisitreihe“ mit der Systemnummer VIII/C.15 bildet.
Die von der International Mineralogical Association (IMA) zuletzt 2009 aktualisierte 9. Auflage der Strunz’schen Mineralsystematik ordnet den Delindeit in die Klasse der „Silikate und Germanate“ und dort in die Abteilung „Gruppensilikate (Sorosilikate)“ ein. Hier ist das Mineral in der Unterabteilung „Si2O7-Gruppen mit zusätzlichen Anionen; Kationen in oktaedrischer [6]er- und größerer Koordination“ zu finden, wo es als einziges Mitglied eine unbenannte Gruppe mit der Systemnummer 9.BE.60 bildet.
In der vorwiegend im englischen Sprachraum gebräuchlichen Systematik der Minerale nach Dana hat Delindeit die System- und Mineralnummer 56.02.06c.02. Das entspricht der Klasse der „Silikate“ und dort der Abteilung „Gruppensilikate: Si2O7-Gruppen und O, OH, F und H2O“. Hier findet er sich innerhalb der Unterabteilung „Gruppensilikate: Si2O7-Gruppen und O, OH, F und H2O mit Kationen in [4] und/oder >[4]-Koordination“ in der „Seidozerit-Lamprophyllit-Gruppe (Lamprophyllit-Untergruppe)“, in der auch Barytolamprophyllit, Ericssonit, Lamprophyllit, Orthoericssonit, Andrémeyerit, Eveslogit und Nabalamprophyllit eingeordnet sind.

## Kristallstruktur
Delindeit kristallisiert monoklin in der Raumgruppe C2/c (Raumgruppen-Nr. 15) mit den Gitterparametern a = 10,6452(9) Å; b = 13,713(1) Å; c = 21,600(2) Å und β = 93,804(3)° sowie 8 Formeleinheiten pro Elementarzelle.

## Bildung und Fundorte

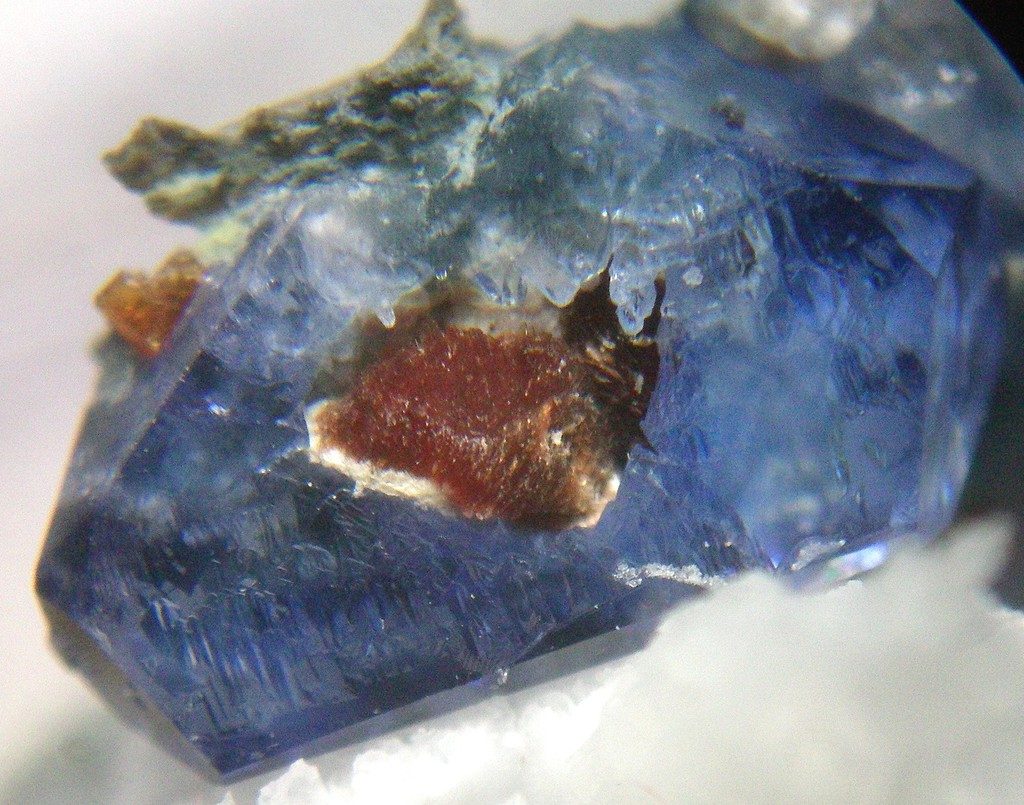
Delindeit, Benitoit (blau) und Joaquinit-(Ce) (schwarz im Hintergrund) aus der California State Edelsteingrube am San Benito River, Kalifornien, USA (Sichtfeld 1,9 cm)

Der Steinbruch „Diamond Jo“, in dem der Delindeit gefunden wurde, besteht aus Granat-Pseudoleucit-Syeniten in einem alkalischen Ring-Dyke-Komplex aus Nephelin-Syenit, Pegmatit, Ijolith und Karbonatit. Delindeit bildete sich dort in Geoden und miarolitischen Hohlräumen als Verwitterungsprodukt von titanhaltigen Nephelin-Syeniten. Als Begleitminerale traten neben Lourenswalsit unter anderem noch Pektolith, Baryt, Labuntsovit, Titanit, Sphalerit sowie Pyroxene und kaliumhaltige Feldspate auf.
Neben seiner Typlokalität „Diamond Jo“ in Arkansas konnte das Mineral in den USA bisher (Stand 2016) nur noch in der California State Edelstein-Mine am Fluss San Benito River im gleichnamigen County des Bundesstaates Kalifornien gefunden werden.
Die einzigen weiteren Fundorte liegen am Yukspor und am Kukiswumtschorr in den Chibinen auf der russischen Halbinsel Kola.